# David Lloyd George
David Lloyd George, 1. grof Lloyd-George iz Dwyforja, valižanski državnik, odvetnik in liberalni politik * 17. januar 1863, Chorlton-on-Medlock, Lancashire, Anglija † 26. marec, 1945 Tŷ Newydd, Caernarfonshire, Wales, Anglija.
George je bil od leta 1916 do 1922 predsednik vlade Združenega kraljestva. Bil je zadnji liberalni politik, ki je zasedel mesto predsednika vlade, vendar so ga vse bolj podpirali konservativci, ki so ga končno opustili.
Lloyd George je bil valižanski govornik v prvem jeziku, rojen 17. januarja 1863 v Chorlton-on-Medlock v Manchestru, staršem iz Walesa. Odraščal je v Walesu od približno svojih treh mesecev starosti, najprej za kratek čas v Pembrokeshiru, nato pa v Llanystumdwyju v Carnarvonshireu. Do zdaj je edini britanski premier, ki je govoril angleščino kot drugi jezik. Njegov oče, učitelj, je umrl leta 1864, v Walesu pa sta ga vzgajala mati in njen brat čevljar, katerega liberalna politika in baptistična vera sta močno vplivala na Lloyda Georgea; isti stric je fantu po odhodu iz šole pomagal začeti kariero odvetnika. Lloyd George se je začel ukvarjati v lokalni politiki in si pridobil sloves govornika in zagovornika valižanske mešanice radikalnega liberalizma, ki se je zavzemal za nekonformizem in ukinitev anglikanske cerkve v Walesu, enakost delavcev in kmetov najemnikov ter reformo lastništva zemljišč. Leta 1890 je na nadomestnih volitvah le zmagal za poslanca v okrožju Caernarvon, na katerem je ostal 55 let. Lloyd George je služboval v kabinetu Henryja Campbella-Bannermana od leta 1905. Potem, ko je H. H. Asquith nasledil premiersko mesto leta 1908, ga je Lloyd George zamenjal za kanclerja. Za financiranje obsežnih reform na področju blaginje je v "Ljudskem proračunu" (1909) predlagal davke na lastništvo zemljišč in visoke dohodke, ki pa ga je lordov dom prevladujočih konservativcev zavrnil. Nastala ustavna kriza je bila rešena šele po dveh volitvah leta 1910 in sprejetju zakona o parlamentu iz leta 1911. Njegov proračun je bil sprejet leta 1910, z Zakonom o nacionalnem zavarovanju iz leta 1911 in drugimi ukrepi pa je pripomogel k vzpostavitvi sodobne države blaginje. Leta 1913 je bil vpleten v škandal z Marconijem, vendar je ostal na položaju in spodbujal ukinitev cerkve v Walesu, dokler izbruh prve svetovne vojne leta 1914 ni zaustavil njenega odstranjevanja.
Vojni kancler Lloyd George je okrepil državne finance in sklenil sporazume s sindikati o ohranjanju proizvodnje. Leta 1915 je Asquith ustanovil vojno koalicijo pod vodstvom liberalcev s konservativci in laburisti. Lloyd George je postal minister za strelivo in hitro razširil proizvodnjo. Leta 1916 je bil imenovan za državnega sekretarja za vojno, vendar ga je razočarala njegova omejena moč in spopadi z vojaško organizacijo zaradi strategije. Zaradi zastoja na zahodni fronti je zaupanje v vodstvo Asquitha upadlo. Decembra 1916 je bil prisiljen odstopiti; Lloyd George ga je nasledil na položaju premierja, pri tem so ga podprli konservativci in nekateri liberalci. Centraliziral je oblast z manjšim vojnim kabinetom, novo pisarno kabineta in svojim "vrtnim predmestjem" svetovalcev. Za boj proti pomanjkanju hrane je uvedel sistem konvojev, vzpostavil dodatne obroke in spodbudil kmetovanje. Potem, ko je leta 1917 podprl katastrofalno francosko ofenzivo Nivelle, je moral nejevoljno odobriti načrte feldmaršala Haiga za bitko pri Passchendaele, kar je povzročilo velike žrtve z malo strateške koristi. V nasprotju s stališči svojih poveljnikov je končno dobil zaveznike, ki so bili pod enim poveljstvom marca 1918. Vojni napor se je avgusta spremenil v njihovo korist in je bil takšen do novembra. Po končanem postopku sta on in konservativci po volitvah decembra 1918 ohranila svojo koalicijo s splošno podporo. Njegova vlada je franšizo razširila na vse moške in nekatere ženske v začetku istega leta.
Lloyd George je bil glavni politični član na mirovni konferenci v Parizu leta 1919, toda razmere na Irskem so se tistega leta poslabšale in izbruhnile v irsko osamosvojitveno vojno, ki je trajala, dokler Lloyd George ni leta 1921 izpogajal neodvisnosti Irske svobodne države. V Angliji je sprožil reforme do izobrazbe in stanovanja, vendar je sindikalna militantnost vstopila na rekordno raven, gospodarstvo je leta 1920 postalo slabo in brezposelnost se je povečala; sledilo je zmanjšanje porabe (1921–22) in leta 1922 se je zapletel v škandal zaradi prodaje častnih znakov in krize v Chanaku. Bonar Law je konservativcem zagotovil podporo konservativcem, da so lahko samo nastopili na naslednjih volitvah. Lloyd George je nato odstopil; z razdelitvijo stranke med njegovo in Asquithovo podporo, je njegova frakcija na volitvah leta 1922 dobila nekaj več kot 50 sedežev, Asquith pa nekaj več kot 60. Naslednje leto sta se stranki ponovno združili, da bi nasprotoval tarifnemu predlogu Stanleyja Baldwina, ki ga je dal državi. Liberalci so leta 1923 uspeli pridobiti glasove, vendar so ostali tretji po konservativcih in laburistih; čeprav so podprli vlado laburistične manjšine, si nikoli niso povrnili statusa druge stranke in, ko je laburistična vlada padla, je leta 1924 pod Asquithom padla na nekaj več kot 40 sedežev. Lloyd George je vodil liberalce med letoma 1926 in 1931, dajal je inovativne predloge za javna dela; ta leta 1929 ni spremenil položajev, od leta 1931 pa je bil marginaliziran in nezaupljiv lik, ki je vodil majhno skupino ubežnih liberalcev, ki so nasprotovali državni vladi. Odklonil je ponudbo, da bi služil v vojnem kabinetu Winstona Churchilla leta 1940, in bil leta 1945 malo pred svojo smrtjo dvignjen, vendar zaradi slabega zdravstvenega stanja ni nikoli zasedel svojega položaja.

## Poreklo in mladost
David Lloyd George se je rodil 17. januarja 1863 v Manchesterju. Po zgodnji smrti svojega očeta, ravnatelja osnovne šole, je odraščal pri stricu, materinem bratu Richardu Lloydu. Mladi David George je svojemu imenu dodal besedo Lloyd iz spoštovanja do strica, ki mu je kasneje omogočil študij prava. Skozi njegovo življenje je ostalo sporno, ali je to ime ali priimek. Beseda Lloyd je bila v britanskih enciklopedijah do leta 1917 navedena kot ime, od takrat pa kot priimek.

## Politična kariera
Leta 1890 je bil Lloyd George izvoljen v britanski dom za liberalce v valižanskem volilnem okrožju Caernarfon, kjer je svoje delo opravljal vse do leta 1945. Pripadal je levoliberalnemu delu svoje stranke in je bil član priznanega Reformskega kluba. Kot mladi poslanec je že zgodaj pritegnil pozornost z visokimi in včasih tudi agresivnimi govori. Sprva se je zavzemal za večjo samoodločbo Walesa proti burski vojni. Leta 1905 se je Lloyd George pridružil predsedniškemu kabinetu Henryja Campbella-Bannermana, kjer je služil kot minister za trgovino. Ko je predsednik leta 1908 umrl, je Herbert Henry Asquith postal novi predsednik vlade, Lloyd George pa je prevzel Asquithov položaj nadzornika državne blagajne, ki ga je opravljal vse do leta 1915. Kot minister državne blagajne se je zavzemal za temeljne socialne reforme, kot je splošni britanski pokojninski sistem, in za avtonomijo Irske. Za financiranje svojega ambicioznega socialnega programa je leta 1909 uvedel prvi progresivni davek na dohodek v Veliki Britaniji in znatno povečal davek na dediščino. To je povzročilo oster odpor v lordski zbornici, ki je padla leta 1911 z zakonom o parlamentu, ki je trajno omejil pristojnosti lordske zbornice.
V tem času je bil LIoyd George vpleten tudi v škandal Marconi. 19. februarja 1913 je njegovo podeželsko hišo, ki je bila še v fazi gradnje, požgala kriminalka Emily Davison.
Pacifistična drža Lloyda Georgea se je spremenila že leta 1911 zaradi druge maroške krize. V svojem znamenitem govoru v Mansionevi hiši je prvič nakazal, da je pripravljen sprejeti vojno kot zadnjo možnost pri političnem orodju. Čeprav je bil med julijsko krizo leta 1914 eden tistih članov britanske vlade, ki so poskušali preprečiti vstop Velike Britanije v evropsko vojno, je bil po britanski napovedi vojne Nemčiji 4. avgusta 1914 eden tistih, ki so nato podprli vstop njihove države v vojno. V njihovem imenu je ustanovil Urad za vojno propagando. Ko je bila maja 1915 sestavljena koalicijska vlada s konservativci, je postal minister za vojno opremo in poleti 1916 vojni minister.

## Predsednik vlade
6. decembra 1916 je premie Asquith odstopil s položaja predsednika vlade. Lloyd George ga je isti dan nadomestil na položaju in je sam sestavil koalicijsko vlado s konservativci, Asquithovi privrženci pa so odšli v opozicijo. Liberalna stranka je postala tako razdeljena, da si ni nikoli povsem opomogla. V letih, ki so sledila, je dosegel skoraj diktatorski položaj v vladi in je vodil vojno politiko, katere cilj je bil popolna zmaga nad Nemčijo. Lloyd George je postal velika sila britanske gospodarske vojne. Zaradi gospodarskega sistema, ki ga je razvil, in njegovih koncesij delavskemu razredu, je gospodarstvo Velike Britanije naraslo in doseglo odličen položaj.
Lloyd George je bil že od začetka vojne tako imenovani Eastener v britanski politiki, ki odločitve ni iskal na najmočnejši točki centralnih sil – zahodni fronti –, ampak je želel najprej premagati nemške zaveznike. V vojaško kritičnem položaju antante leta 1917 je namesto z metodo strmoglavljenja Nemčije, poskušal z mirovnim pogajanjem z Avstro-Ogrsko oslabiti Nemčijo.
20. marca 1917 je Lloyd George za dosego resnične vojne cilje Velike Britanije razglasil odstranitev reakcionarnih vojaških vlad in vzpostavitev ljudske vlade kot osnove mednarodnega miru. 4. avgusta istega leta je Nacionalni odbor za vojne cilje, ki sta ga vodila Lloyd George in Asquith, začel izdelovati močno propagando v ta namen. Pod njegovim vodstvom je Združeno kraljestvo z zavezniki novembra 1918 premagalo Nemčijo.
Leta 1919 se je LIoyd George udeležil pariške mirovne konference, kjer je zastopal Veliko Britanijo in bil eden od velikih štirih. Na konferenci je predstavil svoj predlog za kaznovanje Nemčije, ki je bil srednje strog, saj je imela Velika Britanija malo ozemeljskih izgub, vendar veliko drugih izgub. LIoyd George je hotel kazen za katero bi zadostovala tistim, ki so hoteli, da Nemčija plača in jo pusti dovolj močno za trgovino, ozemlje za Britanski imperij in zaščito britanske pomorske nadvlade. Te cilje je dosegel v Versajski mirovni pogodbi, ki so jo Nemci podpisali 28. junija 1919.
Lloyd George je v letih 1919 in 1920 s pogajanji uspel preprečiti neizbežne delavske vstaje. Po koncu vojne je bil v zunanji politiki večinoma neuspešen. Njegova prizadevanja za oblikovanje velikega grškega imperija na škodo Turčije so propadla.

### Padec vlade
Najhujši notranjepolitični problem obdobja po koncu prve svetovne vojne, je bila rešitev političnih razmer na Irskem. Irci so izrazili žejo po neodvisnosti. Z ustanovitvijo Svobodne irske države leta 1921, torej s podelitvijo polne avtonomije pretežno katoliškemu jugu otoka, je poskušal vzpostaviti vzdržno mirovno rešitev. Vendar pa so teroristične organizacije IRA v Londonu in na Severnem Irskem sprožile nezadovoljstvo nad njegovo vlado. Množična zbiranja vrstnikov za zbiranje osebnega sklada za kampanjo je junija 1922 povzročila obsežen škandal, ko so razkrili njegove prakse v lordski zbornici. Razlike glede gospodarske politike in neuspeh njegove politike na Bližnjem vzhodu, kjer je podpiral arabske nacionaliste v bitki proti Francozom v Siriji, so pripeljali do padca vlade Lloyda Georgea oktobra 1922 po čanaški krizi, zaradi česar je bil prisiljen odstopiti. Novo vlado je nato sestavil Andrew Bonar.
Zaradi njihovega padca so liberalci izgubili velik del svoje podpore v takratni britanski politiki in do danes še nikoli ni zaprisegel noben predsednik vlade, ki bi bil liberalec.

## Poznejše življenje
Kljub padcu njegove vlade pa je Lloyd George ostal član britanskega parlamenta. V letih, ki so sledila, je bil večkrat obravnavan kot kandidat za različna ministrska mesta, vendar nikoli več ni zasedel uradnega položaja v izvršilni veji oblasti. Od leta 1926 do 1931 je bil predsednik liberalne stranke.
Na britanskih splošnih volitvah 30. maja 1929 so liberalci dobili 23,6 odstotka glasov (zaradi večinskega glasovanja), s čimer so zasedli 9,6 odstotka (59 od 615) sedežev v parlamentu. Lloyd George in liberalci so podprli laburističnega premierja Ramsaya MacDonalda, čigar vlada je padla jeseni 1931 zaradi svetovne gospodarske krize. 
V tridesetih letih prejšnjega stoletja je bil Lloyd George eden od predstavnikov politike pomiritve in je v imenu britanske vlade poskušal posredovati med Veliko Britanijo in Nacistično Nemčijo. 4. septembra 1936 se je Lloyd George srečal z nemškim kanclerjem Adolfom Hitlerjem v Berghofu v Berchtesgadnu, da bi od njega pridobil informacije o zunanjepolitičnih načrtih Tretjega rajha. Hitler je na srečanju Lloydu Georgeu podaril portret z avtogramom in izrazil veselje, da je "srečal človeka, ki je zmagal v vojni". Lloyd George je bil navdušen nad tem in je odgovoril, da je počaščen, da je prejel takšno darilo od rok "največjega živečega Nemca". Po vrnitvi v Anglijo je 17. septembra za Daily Express napisal članek, v katerem je hvalil Hitlerja in zapisal: "Nemci so se zagotovo odločili, da se nikoli več ne bodo prepirali z nami".
Po lastni izjavi je leta 1938 Lloyd George prejel ponudbo španske republikanske vlade, ki je med špansko državljansko vojno zašla v težave z vojaško stranko pod vodstvom generala Francisca Franca, da se jim pridruži kot minister za oskrbo, kar je nazadnje zavrnil. Leta 1940 je opravil svoj zadnji govor v parlamentu v tako imenovani "norveški razpravi", ki je 10. maja privedla do padca britanske vlade pod vodstvom Nevilla Chamberlaina in sestave nove vlade pod vodstvom Winstona Churchilla. Nekaj časa so ga obravnavali kot možnega Chamberlainovega naslednika poleg samega Churchilla, Anthonyja Edena in Lorda Halifaxa. Churchill je tudi poskušal LIoyda Georgea povabiti, da se mu pridruži v njegov predsedniški kabinet, kar pa je LIoyd George zavrnil.
Za novo leto 1945 je bilo napovedano, da bo Lloyd George postal grof, vendar pa je LIyod George sam vedel, da tega ne bo dočakal, saj se je njegovo zdravje takrat že poslabšalo.

### Smrt in pogreb
David Lloyd George je umrl 26. marca 1945 v Walesu, zaradi raka, v starosti 82 let. Ko je umrl, sta bila ob njem njegova žena Frances in hčerka Megan. Štiri dni pozneje, na veliki petek, so ga pokopali ob reki Dwyfor v Llanystumdwyju. Ob njegovem grobu so pozneje postavili še njegov spomenik.